# Allium alexeianum
Allium alexeianum är en amaryllisväxtart som beskrevs av Eduard August von Regel. Allium alexeianum ingår i släktet lökar, och familjen amaryllisväxter. Inga underarter finns listade i Catalogue of Life.